# المربض (رصد)

تعديل مصدري - تعديل

المربض هي إحدى قرى عزلة القارة بمديرية رصد التابعة لمحافظة أبين، بلغ تعداد سكانها 279 نسمة حسب تعداد اليمن لعام 2004.